# Elizabeth Roemer

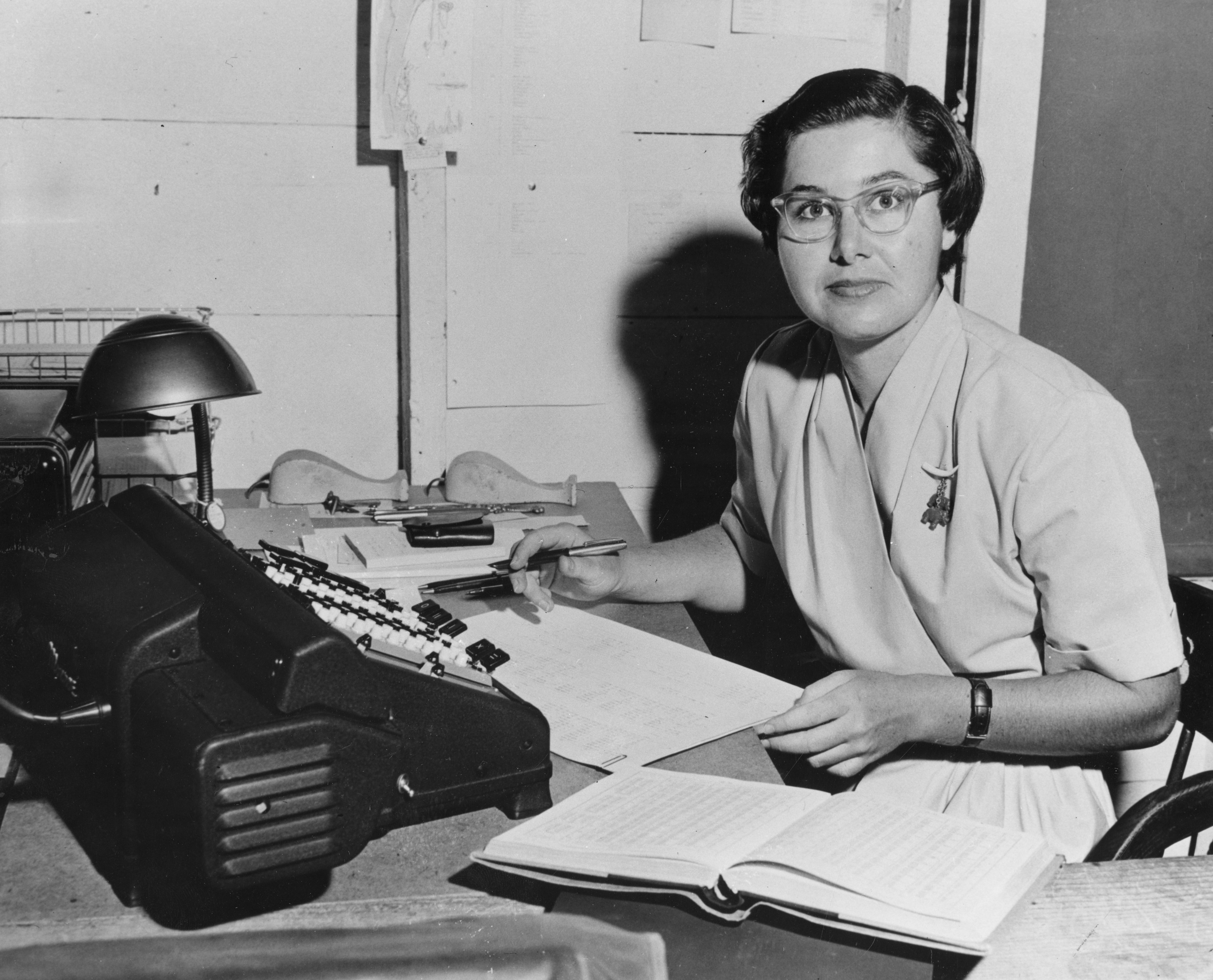
Elizabeth Roemer (1963)

Elizabeth Roemer (* 4. September 1929; † 8. April 2016) war eine US-amerikanische Astronomin und emeritierte Professorin der University of Arizona in Tucson.
Roemer promovierte 1955 an der University of California in Berkeley in Astronomie. Sie interessierte sich vor allem für Kometen und Asteroiden, wobei sie sich sowohl mit der Astrometrie als auch mit den physikalischen Eigenschaften der kleinen Himmelskörper beschäftigte.
Sie hat den Jupitermond Themisto sowie die Asteroiden (1930) Lucifer und (1983) Bok entdeckt.
Der Asteroid (1657) Roemera ist nach ihr benannt.